# أم السرج الشمالي
أم السرج الشمالي قرية في ناحية المخرم التابعة لمنطقة المخرم في محافظة حمص في سورية.